# St. Magnus (Waldburg)

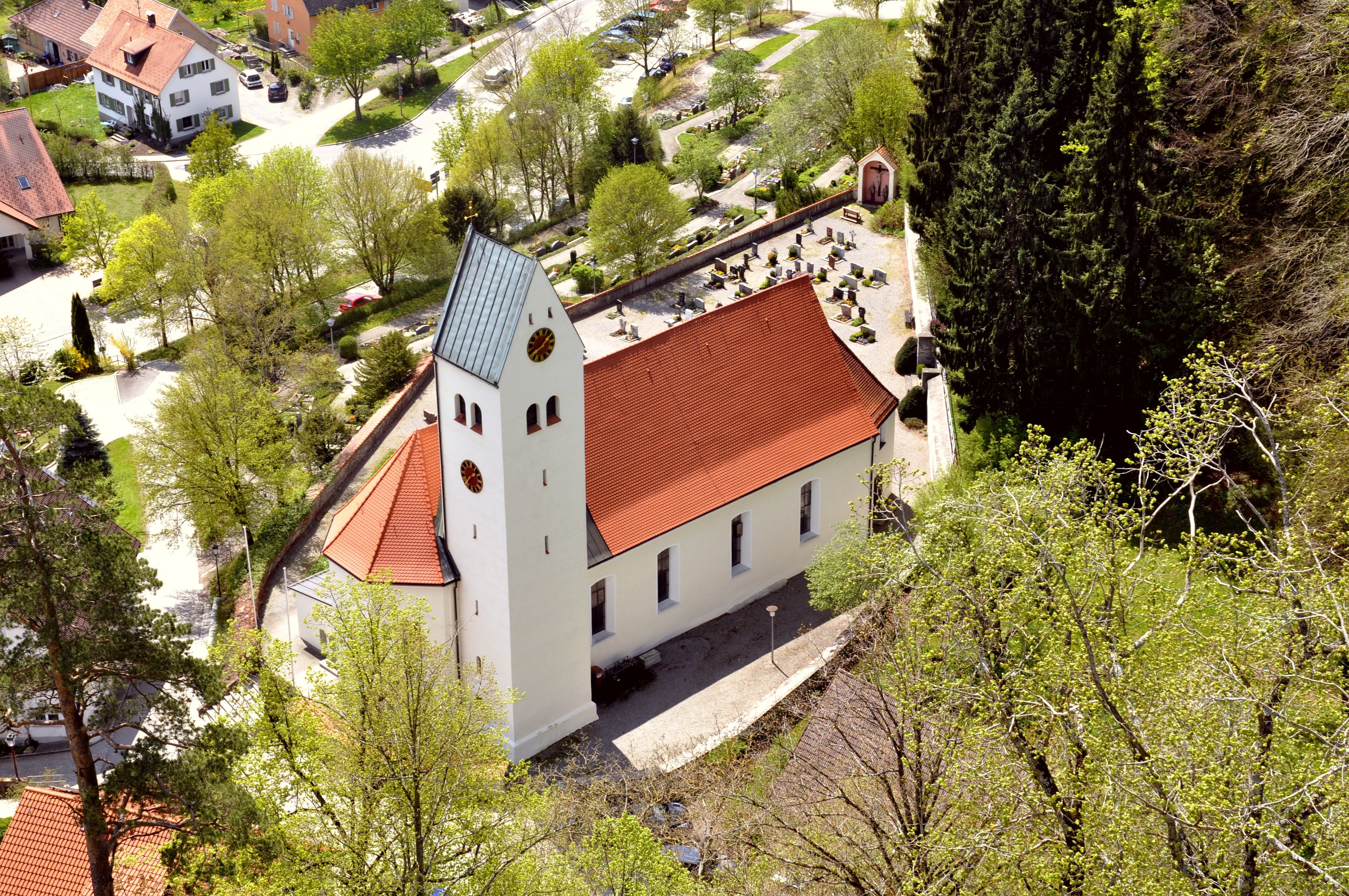
St. Magnus in Waldburg

Die römisch-katholische Pfarrkirche St. Magnus steht in Waldburg, einer Gemeinde im Landkreis Ravensburg in Baden-Württemberg. Die Kirchengemeinde gehört zum Dekanat Allgäu-Oberschwaben der Diözese Rottenburg-Stuttgart. Das Bauwerk ist beim Landesamt für Denkmalpflege Baden-Württemberg als Baudenkmal eingetragen.

## Beschreibung

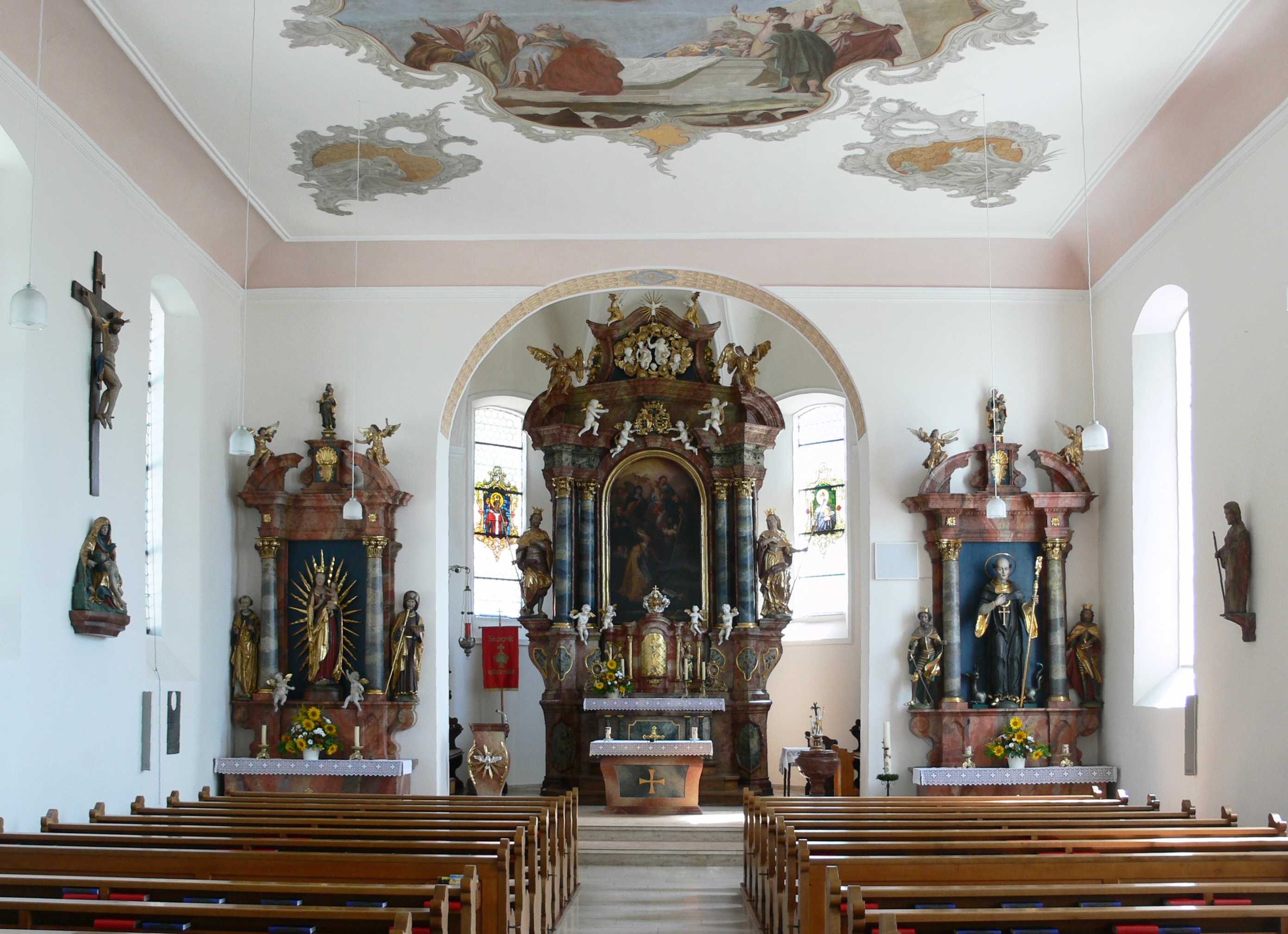
Blick zum Chor

Die Saalkirche wurde im Kern 1337 erbaut. Sie besteht aus einem Langhaus, das 1748 nach Westen verlängert wurde, einem eingezogenen, dreiseitig geschlossenen Chor im Osten und einem Chorflankenturm an der Südwand des Chors, der im ersten Viertel des 16. Jahrhunderts zur Unterbringung der Turmuhr und des Glockenstuhl aufgestockt, und quer mit einem Satteldach bedeckt wurde. An der Fassade im Westen befindet sich ein Anbau. 
Der Innenraum des Langhauses ist mit einer Flachdecke überspannt. Die Fresken an der Decke, auf denen unter anderem Mariä Himmelfahrt dargestellt ist, hat um 1765 Eustachius Gabriel geschaffen. Auf dem Altarretabel des barocken Hochaltars sind der heilige Leodegar und Maria zu sehen. Die Orgel auf der Empore wurde von Johannes Karl gebaut.